# Gümüşpınar, Mazıdağı
Gümüşpınar là một xã thuộc huyện Mazıdağı, tỉnh Mardin, Thổ Nhĩ Kỳ. Dân số thời điểm năm 2010 là 662 người.